# Каменносарминська сільська рада
Ка́менноса́рминська сільська рада (рос. Каменносарминский сельский совет) — сільське поселення у складі Бузулуцького району Оренбурзької області Росії.
Адміністративний центр — село Каменна Сарма.

## Населення
Населення — 486 осіб (2019; 578 в 2010, 692 у 2002).

## Склад
До складу сільської ради входять:
| Населений пункт                   | Населення, осіб (2002) | Населення, осіб (2010) |
| --------------------------------- | ---------------------- | ---------------------- |
| Каменна Сарма, село               | 432                    | 370                    |
| Никифоровка, село                 | 176                    | 135                    |
| Никифоровське Лісничество, селище | 84                     | 73                     |